# St.-Petri-Kirche (Flensburg)

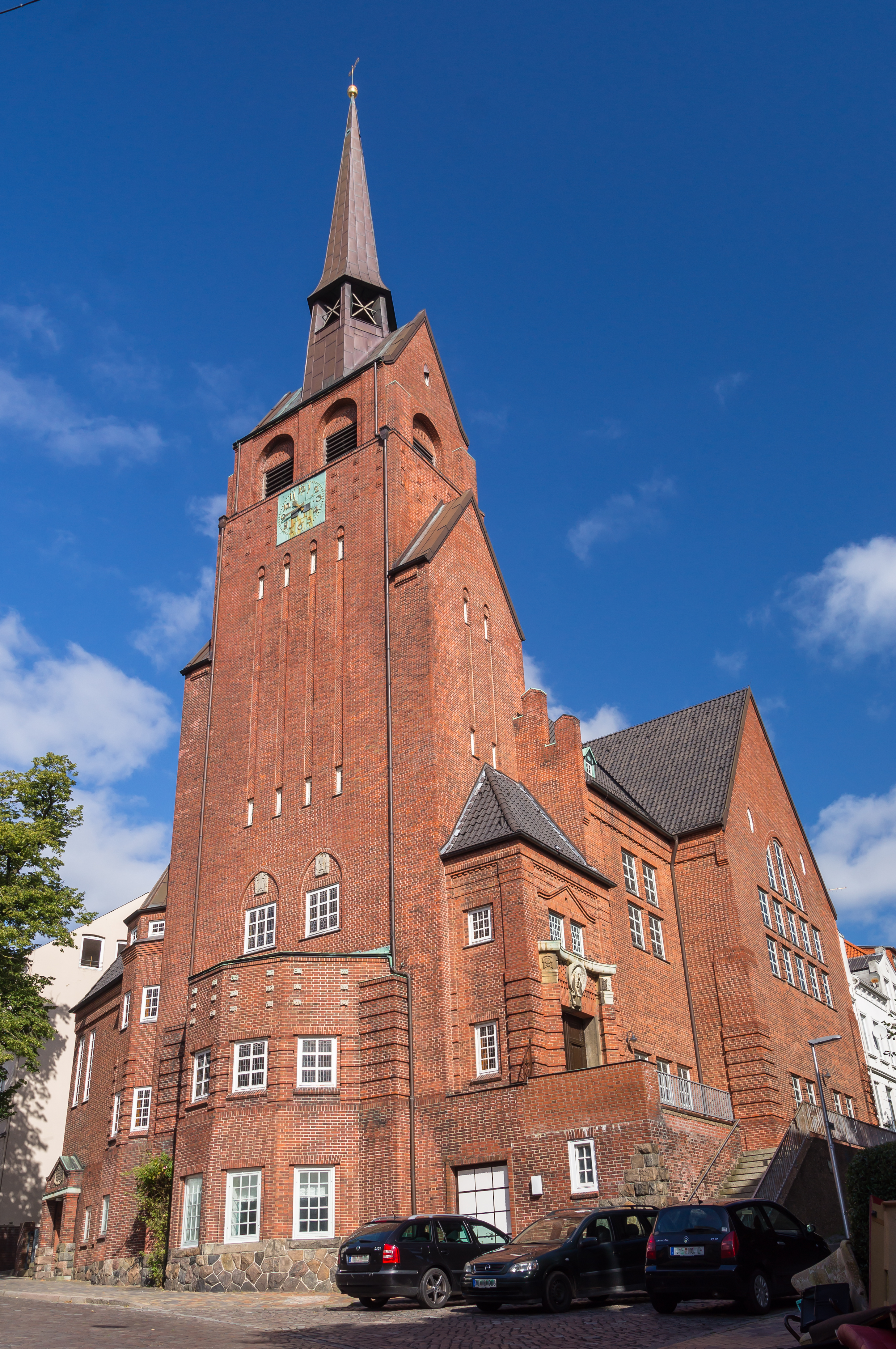
Die 1908/1909 errichtete St.-Petri-Kirche in der Bau'er Landstrasse 10 in der Flensburger Nordstadt

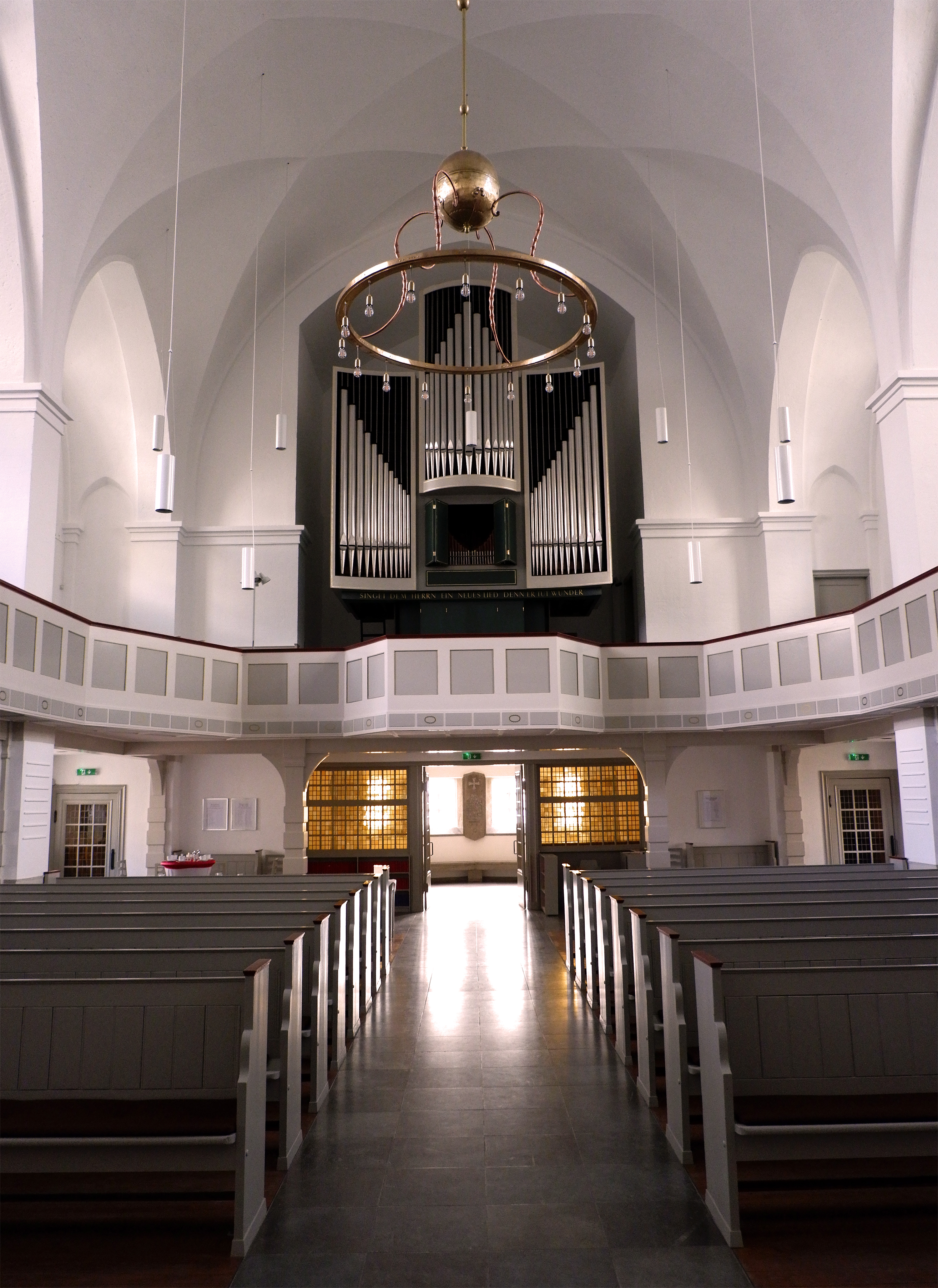
Die Kleuker-Orgel in der St.-Petri-Kirche in der Flensburger Nordstadt

Die St.-Petri-Kirche im Flensburger Stadtteil Nordstadt ist ein Kirchengebäude der evangelisch-lutherischen Kirche Norddeutschlands (Nordkirche). Sie wurde zwischen 1908 und 1909 errichtet und nach Simon Petrus benannt. Die weithin sichtbare St.-Petri-Kirche gilt als ein Wahrzeichen der Neu- und der Nordstadt. Sie ist eines der Kulturdenkmale des Stadtteils.

## Geschichte
Vorgänger der Kirche war die Bethlehemskapelle, eine umgebaute Scheune im oberen Bereich des Turnerberges. Mit dem Wachstum der Stadt in diesem Bereich vergrößerte sich nach und nach die Gemeinde. 1904 begannen Diskussionen, dort eine neue große Kirche zu bauen. Dem ersten Spatenstich am 21. November 1907 folgte die Grundsteinlegung der Kirche 1908. Ein Schwarz-Weiß-Foto, das währenddessen entstand, zeigt erstmals die Flagge Flensburgs mit dem Stadtwappen und dem einfarbigen blauen Hintergrund. Ein Jahr später, nach der Errichtung der Kirche wurde im Übrigen das benachbarte Wohnstift der Firma C. C. Christiansen am ansteigenden Turnerberg gebaut. Der Bau des Pastorat der St.-Petri-Gemeinde, am oberen Turnerberg, erfolgte 1912/13.
Im November 2015 wurde die Sanierungsbedürftigkeit der St.-Petri-Kirche bekannt.:Risse im Gewölbe, Luftblasen unter dem Putz und Schwamm in der Sakristei erforderten Instandsetzungsmaßnahmen mit Kosten in Höhe von 500.000 Euro. Die Gottesdienste feierte die Gemeinde seitdem im Gemeindehaus an der Bau’er Landstraße.

## Architektur
Architekt des Kirchenbaus war Peter Jürgensen aus Berlin. Die Kirche ist ein kreuzförmiger Ziegelbau mit einem westlich vorgelagerten Turm sowie einem neugotischen Kirchengewölbe. Die Kirche ist bis heute unverändert erhalten. Der weithin sichtbare Turm ist eines der Wahrzeichen der Neu- und der Nordstadt. Der Innenraum der St.-Petri-Kirche ist geprägt von einem gotisierenden Gewölbe und einer umlaufenden Empore. Insgesamt ist der Innenraum schlicht gestaltet und bietet Platz für bis zu 500 Gottesdienstbesucher.
Das Altargemälde von Ludwig Dettmann aus dem Jahr 1909 stellt „Christus mit dem versinkenden Petrus“ (Matthäus 14,25-31 ) dar.

## Orgel
Die St.-Petri-Kirche besitzt seit 1967 eine Orgel von Detlef Kleuker. Das Schleifladen-Instrument verfügt über 21 Register, die auf zwei Manuale und Pedal verteilt sind. Die Spiel- und Registertrakturen sind mechanisch.
| I Hauptwerk C–g3 |       |
| Prinzipal        | 8′    |
| Rohrflöte        | 8′    |
| Oktave           | 4′    |
| Gemshorn         | 4′    |
| Nasat            | 2 ⁄3′ |
| Waldflöte        | 2′    |
| Mixtur IV-V      |       |
| Trompete         | 8′    |

| II Schwell-Brustwerk C–g3 |       |
| Holzgedackt               | 8′    |
| Prinzipal                 | 4′    |
| Rohrflöte                 | 4′    |
| Oktave                    | 2′    |
| Sifflöte                  | 1 ⁄3′ |
| Scharff IV                |       |
| Krummhorn                 | 8′    |
| Tremulant                 |       |

| Pedalwerk C–f1 |     |
| Subbass        | 16′ |
| Prinzipal      | 8′  |
| Gedackt        | 8′  |
| Metallflöte    | 4′  |
| Rauschbass IV  |     |
| Posaune        | 16′ |

- Koppeln: II/I, I/P, II/P